# Saint-Martin-sur-Oust
Saint-Martin-sur-Oust (en bretó Sant-Varzhin-an-Oud) és un municipi francès, situat a la regió de Bretanya, al departament d'Ar Mor-Bihan. L'any 2007 tenia 1.301 habitants.

## Demografia
| 1962                                       | 1968  | 1975  | 1982  | 1990  | 1999  |
| ------------------------------------------ | ----- | ----- | ----- | ----- | ----- |
| 1.198                                      | 1.255 | 1.262 | 1.344 | 1.323 | 1.281 |
| Des de 1962: població sense dobles comptes |       |       |       |       |       |

## Administració
| Període | Identitat          | Partit |
| ------- | ------------------ | ------ |
| 2001-   | Jean-Luc Madouasse |        |